# Arjen Lucassen
Arjen Anthony Lucassen (3 de abril de 1960) es un músico y compositor neerlandés de heavy metal. Canta e interpreta una gran variedad de instrumentos incluyendo guitarras, flautas y sintetizadores; a pesar de que él no puede leer o escribir partituras (aunque obviamente, como guitarrista, conoce acordes y secuencias de los mismos). En bandas como Ayreon reúne un gran grupo de músicos y graba álbumes con ellos. Frecuentemente se le acredita haber revivido el género de la ópera rock. 
Lucassen comenzó su carrera en 1980 como guitarrista y vocalista secundario de la banda holandesa Bodine, antes de unirse a Vengeance en 1985. Después de 8 años, abandonó la banda en busca de una dirección más progresiva, y dos años más tarde editó un álbum solista titulado Pools of Sorrow, Waves of Joy bajo el seudónimo "Anthony"

## Proyectos
- Ayreon
- Guilt Machine
- Ambeon
- Bodine
- Star One
- Stream of Passion
- The Gentle Storm

## Apariciones
- Pythagoras - After the Silence (1981)
- Anthony - Pools Of Sorrow, Waves Of Joy (1993)
- Ian Parry - Symphony of Dreams (1993)
- Alex Bollard - Pink Floyd Songbook (1994)
- Ian Parry - Thru the Looking Glass (1995)
- Biscuit - Between you and me (1996)
- Veralin - Opposites (1997)
- Helloise - A Time And Place For Everything (1998)
- Block Busters - Powder to the People (1999)
- Ian Parry - Consortium Project (1999)
- Peter Daltrey - Candy (1999)
- Rocket Scientists - Oblivion Days (1999)
- Erik Norlander - Into The Sunset (2000)
- Ian Parry - Shadowman (2000)
- Glass Hammer - Chronometree (2000)
- Within Temptation - Mother Earth (2000)
- Lana Lane - Secrets Of Astrology (2000)
- After Forever - Emphasis (2002)
- Nolan / Wakeman - The Hound Of The Baskervilles (2002)
- Wicked Sensation - Reflected (2002)
- Nightingale - Alive Again (2003)
- Ars Nova - Biogenesis (2003)
- Gary Hughes - Once and Future King Part I (2003)
- Space Mirrors - The Darker Side of Art (2004)
- Amadeus' Spell (2004)
- Morning - Hour of Joy (2005)
- Elfonía - This Sonic Landscape (2005)
- Freak Neil Inc. - Characters (2005)
- Shadow Gallery - Room V: Special Edition (2005)
- Kalisia - Cybion (2008)
- Galexia - Galexia (2008)
- Homo-Demen - "Abstract disorder" (2013)
- Ostura - The room (2017)